# Composizioni di Johannes Brahms

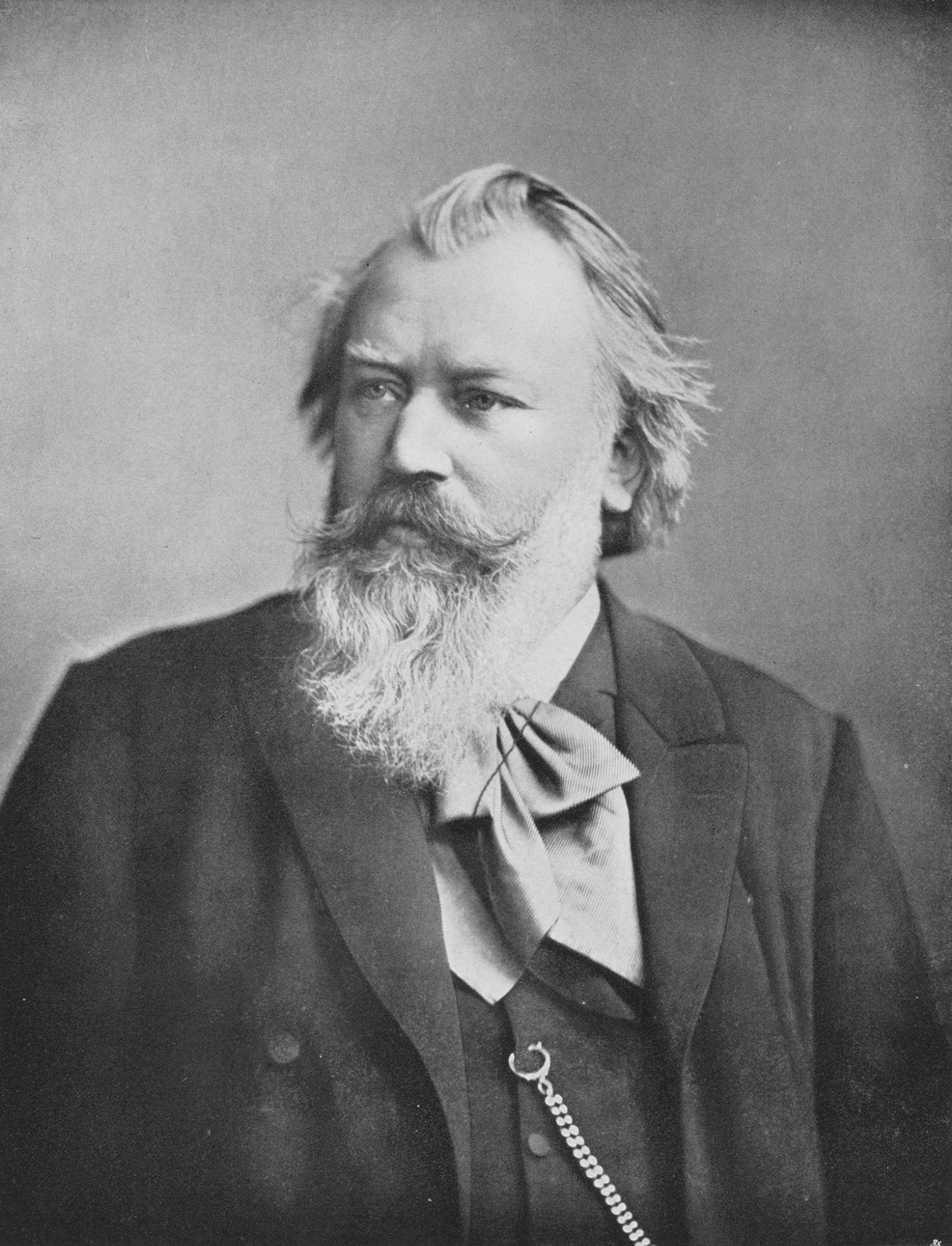
Brahms nel 1889.

Lista delle composizioni di Johannes Brahms (1833-1897), ordinate per numero d'opus.

## Composizioni per numero d'opera
| N. Op. | Opera | Anno    | n. | Titolo                                               | Tonalità            |
| ------ | --- | ------- | -- | ---------------------------------------------------- | ------------------- |
| 1      | Sonata per pianoforte n. 1 | 1852    |    |                                                      | Do maggiore         |
| 2      | Sonata per pianoforte n. 2 | 1852    |    |                                                      | fa diesis minore    |
| 3      | 6 Canti per tenore o soprano e pianoforte | 1852-53 |    |                                                      |                     |
|        | |         | 1  | Fedeltà in amore                                     | mi bemolle minore   |
|        | |         | 2  | Amore e primavera I                                  | Si maggiore         |
|        | |         | 3  | Amore e primavera II                                 | si minore           |
|        | |         | 4  | Canto dal poema "Ivan"                               | mi bemolle minore   |
|        | |         | 5  | Lontano da casa                                      | fa diesis minore    |
|        | |         | 6  | Dolce fremito                                        | La maggiore         |
| 4      | Scherzo per pianoforte | 1851    |    |                                                      | mi bemolle minore   |
| 5      | Sonata per pianoforte n. 3 | 1853    |    |                                                      | fa minore           |
| 6      | 6 Canti per tenore o soprano e pianoforte | 1852-53 |    |                                                      |                     |
|        | |         | 1  | Canzone spagnola                                     | la minore           |
|        | |         | 2  | Primavera                                            | Mi maggiore         |
|        | |         | 3  | Dopo l'abbandono                                     | La bemolle maggiore |
|        | |         | 4  | Hurrah!                                              | Mi bemolle maggiore |
|        | |         | 5  | Come le nuvole dopo il sole                          | Si maggiore         |
|        | |         | 6  | Gli usignoli volano                                  | La bemolle maggiore |
| 7      | 6 Canti per voce e pianoforte | 1851-53 |    |                                                      |                     |
|        | |         | 1  | Amore vero                                           | fa diesis minore    |
|        | |         | 2  | Parole                                               | mi minore           |
|        | |         | 3  | Ricordo                                              | la minore           |
|        | |         | 4  | Canzone popolare                                     | mi minore           |
|        | |         | 5  | L'inconsolabile                                      | la minore           |
|        | |         | 6  | Ritorno a casa                                       | si minore           |
| 8      | Trio n. 1 per pianoforte, violino e violoncello (rivisto nel 1889)                                                                                   | 1854    |    |                                                      | Si maggiore         |
| 9      | 16 Variazioni per pianoforte su un tema dei "Bunte Blatter" (Op. 99 n.1) di Robert Schumann                                                          | 1854    |    |                                                      | fa diesis minore    |
| 10     | 4 Ballate per pianoforte | 1854    |    |                                                      |                     |
|        | |         | 1  |                                                      | re minore           |
|        | |         | 2  |                                                      | Re maggiore         |
|        | |         | 3  | Intermezzo                                           | si minore           |
|        | |         | 4  |                                                      | Si maggiore         |
| 11     | Serenata n. 1 per orchestra | 1857-58 |    |                                                      | Re maggiore         |
| 12     | Ave Maria, mottetto per coro femminile e orchestra o organo                                                                                          | 1858    |    |                                                      | Fa maggiore         |
| 13     | Begräbnisgesang, inno funebre per coro misto e strumenti a fiato                                                                                     | 1858    |    |                                                      | do minore           |
| 14     | 8 Lieder e Romanze per voce e pianoforte | 1858    |    |                                                      |                     |
|        | |         | 1  | Alla finestra                                        | sol minore          |
|        | |         | 2  | Il ragazzo ferito                                    | la minore           |
|        | |         | 3  | L'omicidio del conte Murray                          | mi minore           |
|        | |         | 4  | Un sonetto                                           | La bemolle maggiore |
|        | |         | 5  | Separazione                                          | Fa maggiore         |
|        | |         | 6  | Visitando il suo innamorato                          | mi minore           |
|        | |         | 7  | Serenata                                             | Fa maggiore         |
|        | |         | 8  | Nostalgia                                            | mi minore           |
| 15     | Concerto per pianoforte e orchestra n. 1 | 1856-57 |    |                                                      | re minore           |
| 16     | Serenata n. 2 per piccola orchestra | 1858-59 |    |                                                      | La maggiore         |
| 17     | 4 Canti per coro femminile (SSA), due corni e arpa                                                                                                   | 1860    |    |                                                      |                     |
|        | |         | 1  | Un suono d'arpa riecheggia                           | Do maggiore         |
|        | |         | 2  | Canzone di Shakespeare                               | Mi bemolle maggiore |
|        | |         | 3  | Il giardiniere                                       | Mi bemolle maggiore |
|        | |         | 4  | Canto di Fingal                                      | do minore           |
| 18     | Sestetto per archi n. 1 - (2 violini, 2 viole, 2 violoncelli)                                                                                        | 1860    |    |                                                      | Si bemolle maggiore |
| 19     | 5 Poemi per voce e pianoforte | 1858-59 |    |                                                      |                     |
|        | |         | 1  | Il bacio                                             | Si bemolle maggiore |
|        | |         | 2  | Separazione e fuga                                   | re minore           |
|        | |         | 3  | Lontano                                              | re minore           |
|        | |         | 4  | Il fabbro                                            | Si bemolle maggiore |
|        | |         | 5  | Ad un'arpa eolia                                     | la bemolle minore   |
| 20     | 3 Duetti per soprano, contralto e pianoforte | 1858-60 |    |                                                      |                     |
|        | |         | 1  | Il sentiero dell'amore I                             | Mi maggiore         |
|        | |         | 2  | Il sentiero dell'amore II                            | Do maggiore         |
|        | |         | 3  | Il mare                                              | mi minore           |
| 21a    | 11 Variazioni per pianoforte su un tema originale | 1857    |    |                                                      | Re maggiore         |
| 21b    | 14 Variazioni per pianoforte su una melodia ungherese                                                                                                | 1854    |    |                                                      | Re maggiore         |
| 22     | Marienlieder, 7 Melodie dedicate alla Vergine Maria per coro misto (SATB) a cappella                                                                 | 1859    |    |                                                      |                     |
|        | |         | 1  | Il saluto angelico                                   | Mi bemolle maggiore |
|        | |         | 2  | Maria si avvia in chiesa                             | Mi bemolle maggiore |
|        | |         | 3  | Il pellegrinaggio di Maria                           | do minore           |
|        | |         | 4  | Il cacciatore                                        | Sol maggiore        |
|        | |         | 5  | Invocazione a Maria                                  | Si bemolle maggiore |
|        | |         | 6  | Maddalena                                            | sol minore          |
|        | |         | 7  | Lode a Maria                                         | Mi bemolle maggiore |
| 23     | 10 Variazioni per pianoforte a quattro mani su un tema di Robert Schumann (tema: Leise und innig)                                                    | 1861    |    |                                                      | Mi bemolle maggiore |
| 24     | 25 Variazioni e Fuga per pianoforte su un tema di Händel                                                                                             | 1861    |    |                                                      | Si bemolle maggiore |
| 25     | Quartetto n. 1 per pianoforte ed archi (violino, viola, violoncello)                                                                                 | 1861    |    |                                                      | sol minore          |
| 26     | Quartetto n. 2 per pianoforte ed archi (violino, viola, violoncello)                                                                                 | 1861    |    |                                                      | La maggiore         |
| 27     | Salmo 13, per coro femminile (SSA) e organo o pianoforte                                                                                             | 1859    |    |                                                      | sol minore          |
| 28     | 4 Duetti per contralto, baritono e pianoforte | 1860-62 |    |                                                      |                     |
|        | |         | 1  | La suora e il cavaliere                              | sol minore          |
|        | |         | 2  | Davanti alla porta                                   | Si maggiore         |
|        | |         | 3  | Lo scorrere dell'acqua                               | Fa maggiore         |
|        | |         | 4  | Il cacciatore e la sua amata                         | Fa maggiore         |
| 29     | 2 Mottetti per coro misto a 5 voci (SATBB) a cappella                                                                                                | 1860    |    |                                                      |                     |
|        | |         | 1  | La grazia di Dio è giunta all'uomo                   | Mi maggiore         |
|        | |         | 2  | Crea in me, o Dio, un cuore puro                     | Sol maggiore        |
| 30     | Geistliches Lied, Canto sacro per coro misto a 4 voci (SATB) con accompagnamento d'organo o pianoforte                                               | 1856    |    |                                                      | Mi bemolle maggiore |
| 31     | 3 Quartetti per voci miste (SATB) e pianoforte | 1859-63 |    |                                                      |                     |
|        | |         | 1  | Dialogo alla danza                                   | do minore           |
|        | |         | 2  | Dispetto                                             | Mi maggiore         |
|        | |         | 3  | Verso la cara amata                                  | Mi bemolle maggiore |
| 32     | 9 Melodie e Canti per voce sola e pianoforte | 1864    |    |                                                      |                     |
| 33     | 15 Romanze per voce e pianoforte dalla Magelone di Ludwig Tieck                                                                                      | 1861-69 |    |                                                      |                     |
| 34     | Quintetto per pianoforte ed archi (2 violini, viola, violoncello)                                                                                    | 1862-64 |    |                                                      | fa minore           |
| 35     | 28 Studi (Variazioni) per pianoforte su un tema di Paganini (tema: Capriccio n.24 per violino solo)                                                  | 1862-63 |    |                                                      | la minore           |
|        | |         | a  | volume I (14 studi)                                  | la minore           |
|        | |         | b  | volume II (14 studi)                                 | la minore           |
| 36     | Sestetto per archi n. 2 - (2 violini, 2 viole, 2 violoncelli)                                                                                        | 1864-65 |    |                                                      | Sol maggiore        |
| 37     | 3 Cori sacri per coro femminile (SSAA) a cappella | 1859-63 |    |                                                      |                     |
|        | |         | 1  | O bone Jesu                                          | Fa maggiore         |
|        | |         | 2  | Adoramus te, Christe                                 | la minore           |
|        | |         | 3  | Regina coeli laetare                                 | Fa maggiore         |
| 38     | Sonata n. 1 per violoncello e pianoforte | 1862-65 |    |                                                      | mi minore           |
| 39     | Sedici valzer per pianoforte a quattro mani | 1865    |    |                                                      |                     |
| 40     | Trio per corno (o viola o violoncello), violino e pianoforte                                                                                         | 1865    |    |                                                      | Mi bemolle maggiore |
| 41     | 5 Melodie per coro maschile a 4 voci (TTBB) a cappella                                                                                               | 1861-62 |    |                                                      |                     |
|        | |         | 1  | Suono il mio corno come un addio                     | Si bemolle maggiore |
|        | |         | 2  | Volontari a me!                                      | do minore           |
|        | |         | 3  | Scorta                                               | Mi bemolle maggiore |
|        | |         | 4  | Marcia                                               | do minore           |
|        | |         | 5  | In guardia!                                          | do minore           |
| 42     | 3 Canti per coro misto a 6 voci (SAATBB) a cappella                                                                                                  | 1859-61 |    |                                                      |                     |
|        | |         | 1  | Serenata notturna                                    | Sol maggiore        |
|        | |         | 2  | Vineta                                               | Si maggiore         |
|        | |         | 3  | Canto funebre di Dartula                             | sol minore          |
| 43     | 4 Canti per voce sola e pianoforte | 1857-64 |    |                                                      |                     |
|        | |         | 1  | Amore eterno                                         | si minore           |
|        | |         | 2  | Notte di maggio                                      | Mi bemolle maggiore |
|        | |         | 3  | Faccio risuonare il mio corno in una valle di dolore | Si bemolle maggiore |
|        | |         | 4  | Il canto del signore di Falkenstein                  | do minore           |
| 44     | 12 Melodie e Romanze per coro femminile a 4 voci (SSAA) e accompagnamento di pianoforte ad libitum                                                   | 1859-60 |    |                                                      |                     |
| 45     | Ein deutsches Requiem, Requiem tedesco per soli (soprano e baritono), coro misto a 4 voci e orchestra (organo ad libitum)                            | 1857-68 |    |                                                      |                     |
| 46     | 4 Canti per voce sola e pianoforte | 1868    |    |                                                      |                     |
|        | |         | 1  | Le ghirlande                                         | Re bemolle maggiore |
|        | |         | 2  | Canzone magiara                                      | La maggiore         |
|        | |         | 3  | Il calice dell'oblio                                 | Mi maggiore         |
|        | |         | 4  | All'usignolo                                         | Mi maggiore         |
| 47     | 5 Melodie per voce sola e pianoforte | 1868    |    |                                                      |                     |
|        | |         | 1  | Messaggio                                            | si bemolle minore   |
|        | |         | 2  | Fiamma d'amore                                       | fa minore           |
|        | |         | 3  | Domenica                                             | Fa maggiore         |
|        | |         | 4  | Oh viso adorabile                                    | Re maggiore         |
|        | |         | 5  | Lettera dell'amata                                   | Mi bemolle maggiore |
| 48     | 7 Melodie per voce sola e pianoforte | 1868    |    |                                                      |                     |
|        | |         | 1  | Visitando la sua amata                               | mi minore           |
|        | |         | 2  | Il traditore                                         | fa diesis minore    |
|        | |         | 3  | Pianto d'amore di una ragazza                        | Si maggiore         |
|        | |         | 4  | L'oro prevale sull'amore                             | mi minore           |
|        | |         | 5  | Conforto nelle lacrime                               | Mi maggiore         |
|        | |         | 6  | Ho perso felicità e buonumore                        | re minore           |
|        | |         | 7  | Impressioni d'autunno                                | fa diesis minore    |
| 49     | 5 Melodie per voce sola e pianoforte | 1868    |    |                                                      |                     |
|        | |         | 1  | Domenica mattina                                     | mi minore           |
|        | |         | 2  | A una violetta                                       | Mi maggiore         |
|        | |         | 3  | Desiderio                                            | La bemolle maggiore |
|        | |         | 4  | Ninna-nanna                                          | Mi bemolle maggiore |
|        | |         | 5  | Crepuscolo                                           | Mi maggiore         |
| 50     | Rinaldo, Cantata per tenore, coro maschile (TTBB) e orchestra (testo di Johann Wolfgang von Goethe)                                                  | 1863-68 |    |                                                      |                     |
| 51     | 2 Quartetti per archi (2 violini, viola e violoncello)                                                                                               | 1873    |    |                                                      |                     |
|        | |         | 1  | Quartetto n. 1                                       | do minore           |
|        | |         | 2  | Quartetto n. 2                                       | la minore           |
| 52a    | Liebeslieder-Walzer, 18 Valzer per 4 voci (SATB) con accompagnamento di pianoforte a 4 mani                                                          | 1869    |    |                                                      |                     |
| 52b    | Liebeslieder-Walzer, 18 Valzer per pianoforte a 4 mani                                                                                               | 1874    |    |                                                      |                     |
| 53     | Rapsodia per contralto solo, coro maschile (TTBB) e orchestra (testo di Johann Wolfgang von Goethe)                                                  | 1869    |    |                                                      |                     |
| 54     | Schicksalslied, Canto del destino per coro misto (SATB) e orchestra (testo di Johann Christoph Friedrich Hölderlin)                                  | 1868-71 |    |                                                      |                     |
| 55     | Triumphlied, Canto del trionfo per baritono solo, doppio coro (SATB, SATB), orchestra (organo ad libitum)                                            | 1870-71 |    |                                                      |                     |
| 56a    | 8 Variazioni per orchestra su un tema di Haydn (tema: Corale di S. Antonio)                                                                          | 1873    |    |                                                      | Si bemolle maggiore |
| 56b    | 8 Variazioni per pianoforte a 4 mani su un tema di Haydn (tema: Corale di S. Antonio)                                                                | 1873    |    |                                                      | Si bemolle maggiore |
| 57     | 8 Melodie e Canti per voce sola e pianoforte | 1871    |    |                                                      |                     |
|        | |         | 1  | Le colline boscose                                   | Sol maggiore        |
|        | |         | 2  | Quando tu a volte sorridi                            | Mi bemolle maggiore |
|        | |         | 3  | Ho sognato                                           | Si maggiore         |
|        | |         | 4  | Ah! Volta il tuo sguardo                             | fa minore           |
|        | |         | 5  | Nel mio desiderio notturno                           | mi minore           |
|        | |         | 6  | Una dolce luce talvolta brilla                       | Mi maggiore         |
|        | |         | 7  | La collana, perla dopo perla                         | Si maggiore         |
|        | |         | 8  | Aria, immobile e tiepida                             | Mi maggiore         |
| 58     | 8 Melodie e Canti per voce sola e pianoforte | 1871    |    |                                                      |                     |
|        | |         | 1  | Mosca cieca                                          | sol minore          |
|        | |         | 2  | Durante la pioggia                                   | Re bemolle maggiore |
|        | |         | 3  | Donna altera                                         | La maggiore         |
|        | |         | 4  | Oh vieni, dolce notte d'estate                       | Fa diesis maggiore  |
|        | |         | 5  | Malinconia                                           | mi bemolle minore   |
|        | |         | 6  | Nel vicolo                                           | re minore           |
|        | |         | 7  | In passato                                           | Fa maggiore         |
|        | |         | 8  | Serenata                                             | la minore           |
| 59     | 8 Melodie e Canti per voce sola e pianoforte | 1873    |    |                                                      |                     |
|        | |         | 1  | Cala la sera                                         | sol minore          |
|        | |         | 2  | Sul lago                                             | Mi maggiore         |
|        | |         | 3  | Canzone della pioggia                                | fa diesis minore    |
|        | |         | 4  | Eco                                                  | fa diesis minore    |
|        | |         | 5  | Agnes                                                | sol minore          |
|        | |         | 6  | Buona notte                                          | la minore           |
|        | |         | 7  | Il mio cuore triste                                  | mi minore           |
|        | |         | 8  | I tuoi occhi blu                                     | Mi bemolle maggiore |
| 60     | Quartetto n. 3 per pianoforte ed archi (violino, viola, violoncello)                                                                                 | 1855-74 |    |                                                      | do minore           |
| 61     | 4 Duetti per soprano, contralto e pianoforte | 1874    |    |                                                      |                     |
|        | |         | 1  | Le sorelle                                           | sol minore          |
|        | |         | 2  | La suora                                             | la minore           |
|        | |         | 3  | Fenomeno                                             | Si maggiore         |
|        | |         | 4  | I messaggeri dell'amore                              | Re maggiore         |
| 62     | 7 Melodie per coro misto (SATB o SATTBB) a cappella                                                                                                  | 1874    |    |                                                      |                     |
|        | |         | 1  | Rosmarino                                            | sol minore          |
|        | |         | 2  | Da un vecchio canto d'amore                          | Re maggiore         |
|        | |         | 3  | Notte nella foresta                                  | Re maggiore         |
|        | |         | 4  | Il tuo cuore gentile                                 | La maggiore         |
|        | |         | 5  | Tutti i pensieri del mio cuore                       | Fa maggiore         |
|        | |         | 6  | Vi è un sospiro                                      | mi minore           |
|        | |         | 7  | Ho perso felicità e buonumore                        | Do maggiore         |
| 63     | 9 Melodie e Canti per voce sola e pianoforte | 1873-74 |    |                                                      |                     |
|        | |         | 1  | Consolazione di primavera                            | La maggiore         |
|        | |         | 2  | Ricordo                                              | Do maggiore         |
|        | |         | 3  | Ad un quadro                                         | La bemolle maggiore |
|        | |         | 4  | Alle colombe                                         | Do maggiore         |
|        | n.5-6 Junge Lieder, Canti della gioventù |         | 5  | Il mio amore è verde come il cespuglio di lillà      | Fa diesis maggiore  |
|        | |         | 6  | Quando il sambuco                                    | Re maggiore         |
|        | n.7-9 Heimweh Lieder, Canti della nostalgia |         | 7  | Quanto triste                                        | Sol maggiore        |
|        | |         | 8  | Ah! Se conoscessi il cammino                         | Mi maggiore         |
|        | |         | 9  | Mi vedevo come un bambino                            | La maggiore         |
| 64     | 3 Quartetti per voci miste (SATB) e pianoforte | 1864-74 |    |                                                      |                     |
|        | |         | 1  | Alla patria                                          | Sol maggiore        |
|        | |         | 2  | La sera                                              | sol minore          |
|        | |         | 3  | Domande                                              | La maggiore         |
| 65     | Neue Liebeslieder, 15 Nuovi Valzer per 4 voci (SATB) con accompagnamento di pianoforte a 4 mani                                                      | 1874    |    |                                                      |                     |
| 66     | 5 Duetti per soprano, contralto e pianoforte | 1875    |    |                                                      |                     |
|        | |         | 1  | Suono I                                              | sol minore          |
|        | |         | 2  | Suono II                                             | si minore           |
|        | |         | 3  | Sulla spiaggia                                       | Mi bemolle maggiore |
|        | |         | 4  | Canto del cacciatore                                 | Do maggiore         |
|        | |         | 5  | Fa attenzione!                                       | Si bemolle maggiore |
| 67     | Quartetto per archi n. 3 (2 violini, viola e violoncello)                                                                                            | 1876    |    |                                                      | Si bemolle maggiore |
| 68     | Sinfonia n. 1 | 1855-76 |    |                                                      | do minore           |
| 69     | 9 Canti per voce sola e pianoforte | 1877    |    |                                                      |                     |
|        | |         | 1  | Lamento I                                            | Re maggiore         |
|        | |         | 2  | Lamento II                                           | la minore           |
|        | |         | 3  | Addio                                                | Mi bemolle maggiore |
|        | |         | 4  | La promessa dell'innamorato                          | Fa maggiore         |
|        | |         | 5  | Canzone del tamburino                                | La maggiore         |
|        | |         | 6  | Dalla spiaggia                                       | Fa maggiore         |
|        | |         | 7  | Sul mare                                             | mi minore           |
|        | |         | 8  | Salomè                                               | Do maggiore         |
|        | |         | 9  | Maledizione d'una fanciulla                          | la minore           |
| 70     | 4 Canti per voce sola e pianoforte | 1875-77 |    |                                                      |                     |
|        | |         | 1  | Il giardino sulla riva del mare                      | sol minore          |
|        | |         | 2  | Canto di una allodola                                | Si maggiore         |
|        | |         | 3  | Serenata                                             | Si maggiore         |
|        | |         | 4  | Sera di pioggia                                      | la minore           |
| 71     | 5 Canti per voce sola e pianoforte | 1877    |    |                                                      |                     |
|        | |         | 1  | L'amore è così incantevole in primavera              | Re maggiore         |
|        | |         | 2  | Alla luna                                            | si minore           |
|        | |         | 3  | Segreto                                              | Sol maggiore        |
|        | |         | 4  | Vuoi che io parta?                                   | re minore           |
|        | |         | 5  | Canzone d'un menestrello                             | Do maggiore         |
| 72     | 5 Canti per voce sola e pianoforte | 1876-77 |    |                                                      |                     |
|        | |         | 1  | Vecchio amore                                        | sol minore          |
|        | |         | 2  | Fili d'estate                                        | do minore           |
|        | |         | 3  | Oh fredda foresta                                    | La bemolle maggiore |
|        | |         | 4  | Disperazione                                         | fa diesis minore    |
|        | |         | 5  | Insormontabile                                       | La maggiore         |
| 73     | Sinfonia n. 2 | 1877    |    |                                                      | Re maggiore         |
| 74     | 2 Mottetti per coro misto a cappella | 1863-77 |    |                                                      |                     |
|        | |         | 1  | Warum ist das Licht gegeben dem Mühseligen?          | re minore           |
|        | |         | 2  | O Heiland, reiss' die Himmel auf                     | fa minore           |
| 75     | 4 Ballate e Romanze per due voci e pianoforte | 1877-78 |    |                                                      |                     |
|        | |         | 1  | Edoardo                                              | fa minore           |
|        | |         | 2  | Buon consiglio                                       | Mi maggiore         |
|        | |         | 3  | Lasciaci vagabondare                                 | Re maggiore         |
|        | |         | 4  | Notte di Valpurga                                    | la minore           |
| 76     | Klavierstucke, 8 Pezzi per pianoforte | 1878    |    |                                                      |                     |
|        | |         | 1  | Capriccio                                            | fa diesis minore    |
|        | |         | 2  | Capriccio                                            | si minore           |
|        | |         | 3  | Intermezzo                                           | La bemolle maggiore |
|        | |         | 4  | Intermezzo                                           | Si bemolle maggiore |
|        | |         | 5  | Capriccio                                            | Do diesis maggiore  |
|        | |         | 6  | Intermezzo                                           | La maggiore         |
|        | |         | 7  | Intermezzo                                           | la minore           |
|        | |         | 8  | Capriccio                                            | Do maggiore         |
| 77     | Concerto per violino e orchestra | 1878    |    |                                                      | Re maggiore         |
| 78     | Sonata n.1 per violino e pianoforte | 1878-79 |    |                                                      | Sol maggiore        |
| 79     | Rhapsodien, 2 Rapsodie per pianoforte | 1879    |    |                                                      |                     |
|        | |         | 1  | Rapsodia                                             | si minore           |
|        | |         | 2  | Rapsodia                                             | sol minore          |
| 80     | Akademische Festouvertüre, Ouverture per un festival accademico per grande orchestra                                                                 | 1880    |    |                                                      | do minore           |
| 81     | Tragische Ouvertüre, Ouverture tragica per orchestra                                                                                                 | 1880    |    |                                                      | re minore           |
| 82     | Nänie, Nenia per coro (SATB) e orchestra (arpa ad libitum) (testo di Johann Christoph Friedrich von Schiller)                                        | 1880-81 |    |                                                      | Re maggiore         |
| 83     | Concerto per pianoforte e orchestra n.2 | 1878-81 |    |                                                      | Si bemolle maggiore |
| 84     | 5 Melodie e Romanze per una o due voci femminili e pianoforte                                                                                        | 1877-81 |    |                                                      |                     |
|        | |         | 1  | Sera d'estate                                        | re minore           |
|        | |         | 2  | La ghirlanda                                         | sol minore          |
|        | |         | 3  | Tra le bacche                                        | Mi bemolle maggiore |
|        | |         | 4  | Serenata inutile                                     | La maggiore         |
|        | |         | 5  | Impazienza                                           | la minore           |
| 85     | 6 Melodie per voce sola e pianoforte | 1877-82 |    |                                                      |                     |
|        | |         | 1  | Sera d'estate                                        | Si bemolle maggiore |
|        | |         | 2  | Chiaro di luna                                       | Si bemolle maggiore |
|        | |         | 3  | Canto di fanciulla                                   | la minore           |
|        | |         | 4  | Addio!                                               | si minore           |
|        | |         | 5  | Canzone di primavera                                 | Sol maggiore        |
|        | |         | 6  | Solitudine silvestre                                 | Si maggiore         |
| 86     | 6 Melodie per voce sola e pianoforte | 1877-79 |    |                                                      |                     |
|        | |         | 1  | Teresa                                               | Re maggiore         |
|        | |         | 2  | Solitudine campestre                                 | Fa maggiore         |
|        | |         | 3  | Sonnambulo                                           | Do maggiore         |
|        | |         | 4  | Sulla brughiera                                      | sol minore          |
|        | |         | 5  | Sommerso                                             | Fa diesis maggiore  |
|        | |         | 6  | Desiderio di morte                                   | fa diesis minore    |
| 87     | Trio n.2 per pianoforte, violino e violoncello | 1880-82 |    |                                                      | Do maggiore         |
| 88     | Quintetto per archi n.1 (2 violini, 2 viole, violoncello)                                                                                            | 1882    |    |                                                      | Fa maggiore         |
| 89     | Gesang der Parzen, Canto delle Parche per coro misto a 6 voci (SAATBB) e orchestra (testo di Johann Wolfgang von Goethe)                             | 1882    |    |                                                      | re minore           |
| 90     | Sinfonia n. 3 | 1883    |    |                                                      | Fa maggiore         |
| 91     | 2 Canti per contralto, viola e pianoforte | 1863-84 |    |                                                      |                     |
|        | |         | 1  | Desiderio appagato                                   | Re maggiore         |
|        | |         | 2  | Ninna-nanna spirituale                               | Fa maggiore         |
| 92     | 4 Quartetti per voci miste (SATB) e pianoforte | 1877-84 |    |                                                      |                     |
|        | |         | 1  | O incantevole notte                                  | Mi maggiore         |
|        | |         | 2  | Tardo autunno                                        | mi minore           |
|        | |         | 3  | Canto della sera                                     | Fa maggiore         |
|        | |         | 4  | Perché?                                              | Si bemolle maggiore |
| 93a    | 6 Melodie e Romanze per coro misto (SATB) a cappella                                                                                                 | 1883    |    |                                                      |                     |
|        | |         | 1  | Il violinista gobbo                                  | Sol maggiore        |
|        | |         | 2  | La giovane ragazza                                   | si minore           |
|        | |         | 3  | O dolce mese di maggio                               | Do maggiore         |
|        | |         | 4  | Buon viaggio                                         | La bemolle maggiore |
|        | |         | 5  | Il falcone                                           | Fa maggiore         |
|        | |         | 6  | Coraggio                                             | re minore           |
| 93b    | Tafellied "Dank der Damen", Lied "La gratitudine delle dame" per doppio coro a 6 voci miste (SSA-TBB) e pianoforte (testo di Joseph von Eichendorff) | 1884    |    |                                                      | Si bemolle maggiore |
| 94     | 5 Melodie per voce di basso e pianoforte | 1884    |    |                                                      |                     |
|        | |         | 1  | A quarant'anni                                       | si minore           |
|        | |         | 2  | Appari, ombra amata                                  | mi bemolle minore   |
|        | |         | 3  | Il mio cuore è pesante                               | sol minore          |
|        | |         | 4  | Ode saffica                                          | Re maggiore         |
|        | |         | 5  | Né casa, né patria                                   | re minore           |
| 95     | 7 Melodie per voce sola e pianoforte | 1884    |    |                                                      |                     |
|        | |         | 1  | Giovane fanciulla                                    | si minore           |
|        | |         | 2  | I miei pensieri sono con te                          | La maggiore         |
|        | |         | 3  | Dunque addio                                         | Re maggiore         |
|        | |         | 4  | Il cacciatore                                        | Fa maggiore         |
|        | |         | 5  | Giuramento affrettato                                | re minore           |
|        | |         | 6  | Canzone d'una ragazza                                | Fa maggiore         |
|        | |         | 7  | È stato bello, il mio dono per te                    | fa minore           |
| 96     | 4 Melodie per voce sola e pianoforte | 1884    |    |                                                      |                     |
|        | |         | 1  | La morte è la fredda notte                           | Do maggiore         |
|        | |         | 2  | Noi camminammo                                       | Re bemolle maggiore |
|        | |         | 3  | Uno sguardo sui fiori                                | si minore           |
|        | |         | 4  | Viaggio sul mare                                     | la minore           |
| 97     | 6 Melodie per voce sola e pianoforte | 1884-85 |    |                                                      |                     |
|        | |         | 1  | Usignolo                                             | fa minore           |
|        | |         | 2  | Sulla barca                                          | La maggiore         |
|        | |         | 3  | Rapimento                                            | re minore           |
|        | |         | 4  | Laggiù tra i salici                                  | Re maggiore         |
|        | |         | 5  | Vieni presto                                         | La maggiore         |
|        | |         | 6  | Separazione                                          | Fa maggiore         |
| 98     | Sinfonia n. 4 | 1884-85 |    |                                                      | mi minore           |
| 99     | Sonata n. 2 per violoncello e pianoforte | 1886    |    |                                                      | Fa maggiore         |
| 100    | Sonata n. 2 per violino e pianoforte | 1886    |    |                                                      | La maggiore         |
| 101    | Trio n. 3 per pianoforte, violino e violoncello | 1886    |    |                                                      | do minore           |
| 102    | Doppio concerto per violino, violoncello e orchestra                                                                                                 | 1887    |    |                                                      | la minore           |
| 103    | Zigeunenlieder, 11 Canzoni zigane per 4 voci (SATB) e pianoforte                                                                                     | 1887    |    |                                                      |                     |
| 104    | Fünf Gesänge, 5 Canti per coro misto a cappella | 1877-88 |    |                                                      |                     |
|        | |         | 1  | Veglia I                                             | si minore           |
|        | |         | 2  | Veglia II                                            | Mi bemolle maggiore |
|        | |         | 3  | Ultima fortuna                                       | fa minore           |
|        | |         | 4  | Giovinezza perduta                                   | re minore           |
|        | |         | 5  | In autunno                                           | do minore           |
| 105    | Fünf Lieder, 5 Canzoni per voce di basso e pianoforte                                                                                                | 1886-88 |    |                                                      |                     |
|        | |         | 1  | Come se le melodie mi attraversassero                | La maggiore         |
|        | |         | 2  | Il mio sonno diventa sempre più leggero              | do diesis minore    |
|        | |         | 3  | Lamento                                              | Fa maggiore         |
|        | |         | 4  | Al cimitero                                          | do minore           |
|        | |         | 5  | Tradimento                                           | si minore           |
| 106    | 5 Melodie per voce sola e pianoforte | 1885-88 |    |                                                      |                     |
|        | |         | 1  | Serenata                                             | Sol maggiore        |
|        | |         | 2  | Sul lago                                             | Mi maggiore         |
|        | |         | 3  | La brina sul tiglio                                  | la minore           |
|        | |         | 4  | Le mie canzoni                                       | fa diesis minore    |
|        | |         | 5  | Un viaggiatore                                       | fa minore           |
| 107    | 5 Melodie per voce sola e pianoforte | 1886-88 |    |                                                      |                     |
|        | |         | 1  | Ad un'orgogliosa                                     | La maggiore         |
|        | |         | 2  | Salamandra                                           | la minore           |
|        | |         | 3  | La fanciulla parla                                   | La maggiore         |
|        | |         | 4  | I gattini                                            | Mi bemolle maggiore |
|        | |         | 5  | Canto di ragazza                                     | si minore           |
| 108    | Sonata n.3 per violino e pianoforte | 1886-88 |    |                                                      | re minore           |
| 109    | Fest und Gedenkspruche, Pezzi di festa e commemorazione per coro a 8 voci miste (doppio coro SATB) a cappella (testo: Bibbia)                        | 1886-88 |    |                                                      |                     |
|        | |         | 1  | Noi padri speriamo in te                             | Fa maggiore         |
|        | |         | 2  | Quando un uomo forte                                 | Do maggiore         |
|        | |         | 3  | Dov'è un popolo così magnifico?                      | Fa maggiore         |
| 110    | 3 Mottetti per coro misto a 4 e 8 voci a cappella | 1889    |    |                                                      |                     |
|        | |         | 1  | Ma io sono nel dolore                                | Sol maggiore        |
|        | |         | 2  | Ah! Povero mondo                                     | fa minore           |
|        | |         | 3  | Quando saremo nel più grande bisogno                 | do minore           |
| 111    | Quintetto per archi n. 2 "Prater" (2 violini, 2 viole, violoncello)                                                                                  | 1890    |    |                                                      | Sol maggiore        |
| 112    | 6 Quartetti per voci miste (SATB) e pianoforte | 1888-91 |    |                                                      |                     |
|        | |         | 1  | Desiderio                                            | fa minore           |
|        | |         | 2  | Notturno                                             | re minore           |
|        | |         | 3  | Canzone zigana I                                     | Re maggiore         |
|        | |         | 4  | Canzone zigana II                                    | Fa maggiore         |
|        | |         | 5  | Canzone zigana III                                   | fa minore           |
|        | |         | 6  | Canzone zigana IV                                    | re minore           |
| 113    | 13 Canoni per coro femminile (3-6 voci) | 1860-67 |    |                                                      |                     |
| 114    | Trio per clarinetto (o viola), violoncello e pianoforte                                                                                              | 1891    |    |                                                      | la minore           |
| 115    | Quintetto per clarinetto (o viola) e archi | 1891    |    |                                                      | si minore           |
| 116    | Fantasien, 7 Fantasie per pianoforte | 1891-92 |    |                                                      |                     |
|        | |         | 1  | Capriccio                                            | re minore           |
|        | |         | 2  | Intermezzo                                           | la minore           |
|        | |         | 3  | Capriccio                                            | sol minore          |
|        | |         | 4  | Intermezzo                                           | Mi maggiore         |
|        | |         | 5  | Intermezzo                                           | mi minore           |
|        | |         | 6  | Intermezzo                                           | Mi maggiore         |
|        | |         | 7  | Capriccio                                            | re minore           |
| 117    | 3 Intermezzi per pianoforte | 1892    |    |                                                      |                     |
|        | |         | 1  | Intermezzo                                           | Mi bemolle maggiore |
|        | |         | 2  | Intermezzo                                           | si bemolle minore   |
|        | |         | 3  | Intermezzo                                           | do diesis minore    |
| 118    | Klavierstucke, 6 Pezzi per pianoforte | 1893    |    |                                                      |                     |
|        | |         | 1  | Intermezzo                                           | la minore           |
|        | |         | 2  | Intermezzo                                           | La maggiore         |
|        | |         | 3  | Ballata                                              | sol minore          |
|        | |         | 4  | Intermezzo                                           | fa minore           |
|        | |         | 5  | Romanza                                              | Fa maggiore         |
|        | |         | 6  | Intermezzo                                           | mi bemolle minore   |
| 119    | 4 Klavierstucke, 4 Pezzi per pianoforte | 1893    |    |                                                      |                     |
|        | |         | 1  | Intermezzo                                           | si minore           |
|        | |         | 2  | Intermezzo                                           | mi minore           |
|        | |         | 3  | Intermezzo                                           | Do maggiore         |
|        | |         | 4  | Rapsodia                                             | Mi bemolle maggiore |
| 120    | 2 Sonate per clarinetto (o viola) e pianoforte | 1894    |    |                                                      |                     |
|        | |         | 1  | Sonata n.1                                           | fa minore           |
|        | |         | 2  | Sonata n.2                                           | Mi bemolle maggiore |
| 121    | 4 Canti seri per voce di basso e pianoforte (testo: Bibbia)                                                                                          | 1896    |    |                                                      |                     |
|        | |         | 1  | Poiché la sorte dei figli dell'uomo                  | re minore           |
|        | |         | 2  | Ho considerato dopo                                  | sol minore          |
|        | |         | 3  | O morte, quale amarezza                              | mi minore           |
|        | |         | 4  | Quando io stesso parlerò tutte le lingue del mondo   | Mi bemolle maggiore |
| 122    | Choralvorspiele, 11 Preludi Corali per organo | 1896    |    |                                                      |                     |

## Composizioni senza numero d'opera
Elenco composizioni cui l'autore non ha assegnato alcun numero d'opus.
| Opera  | Titolo | Anno    |
| ------ | --- | ------- |
| WoO 1  | 21 Danze ungheresi per pianoforte a 4 mani                                                                            | 1852-69 |
| WoO 2  | Scherzo dalla Sonata F.A.E. per violino e pianoforte                                                                  | 1853    |
| WoO 3  | 2 Gavotte per pianoforte                                                                                              | 1855    |
| WoO 4  | 2 Gighe per pianoforte                                                                                                | 1855    |
| WoO 5  | 2 Sarabande per pianoforte                                                                                            | 1855    |
| WoO 6  | 51 Esercizi per pianoforte                                                                                            | -       |
| WoO 7  | O Traurigkeit, o Herzeleid, Preludio e Fuga in la minore per organo                                                   | 1858    |
| WoO 8  | Fuga per organo in la bemolle minore                                                                                  | 1856    |
| WoO 9  | Preludio e Fuga in la minore per organo                                                                               | 1856    |
| WoO 10 | Preludio e Fuga in sol minore per organo                                                                              | 1857    |
| WoO 11 | Cadenza per pianoforte per il concerto per clavicembalo BWV 1052 di Johann Sebastian Bach                             | -       |
| WoO 12 | 2 Cadenze per pianoforte per il concerto n.4 per pianoforte (Opus 58) di Ludwig van Beethoven                         | -       |
| WoO 13 | 2 Cadenze per pianoforte per il concerto per pianoforte K 453 di Wolfgang Amadeus Mozart                              | -       |
| WoO 14 | Cadenza per pianoforte per il concerto per pianoforte K 466 di Wolfgang Amadeus Mozart                                | -       |
| WoO 15 | Cadenza per pianoforte per il concerto per pianoforte K 491 di Wolfgang Amadeus Mozart                                | -       |
| WoO 16 | Kleine Hochzeits-Kantate, Piccola cantata nuziale in Fa maggiore per soprano, contralto, tenore, basso e pianoforte   | 1874    |
| WoO 17 | Kyrie in sol minore per 4 voci miste e basso continuo                                                                 | 1856    |
| WoO 18 | Missa canonica in Do maggiore per coro a 4 e a 6 voci miste a cappella                                                | 1856    |
| WoO 19 | Dein Herzlein mild, Lied in La maggiore per coro femminile a 4 voci a cappella                                        | 1860    |
| WoO 20 | Dem dunklen Schoss der heilgen Erde, Lied in si minore per una voce sola e pianoforte                                 | 1880    |
| WoO 21 | Mondnacht, Lied in La bemolle maggiore per una voce sola e pianoforte                                                 | 1853-54 |
| WoO 22 | 5 Canti d'Ofelia per una voce sola e pianoforte (da William Shakespeare)                                              | 1873    |
| WoO 23 | Regenlied, Lied in sol minore per una voce sola e pianoforte                                                          | 1872    |
| WoO 24 | Grausam erweiset sich Amor an mir, Canone in Re maggiore per 4 voci femminili                                         | -       |
| WoO 25 | Mir lächelt kein Frühling, Canone in sol minore per 4 voci miste                                                      | 1877    |
| WoO 26 | O wie sanft!, Canone in Sol maggiore per 4 voci femminili                                                             | 1869    |
| WoO 27 | Spruch, Canone in re minore per una voce e violino                                                                    | 1854-55 |
| WoO 28 | Töne, lindernder Klang!, Canone per 4 voci (SSAA in sol minore o SATB in mi minore)                                   | -       |
| WoO 29 | Wann?, Canone in sol minore per soprano e contralto                                                                   | -       |
| WoO 30 | Zu Rauch muss werden, Canone per 4 voci miste (2 versioni: Mi bemolle maggiore e Re maggiore)                         | -       |
| WoO 31 | Volkskinderlieder, 15 Canti popolari per l'infanzia per voce sola e pianoforte                                        | 1858    |
| WoO 32 | Deutsche Volkslieder, 28 Canti popolari tedeschi per una voce sola e pianoforte                                       | 1858    |
| WoO 33 | Deutsche Volkslieder, 49 Canti popolari tedeschi per una voce sola (1-42) e piccolo coro ad lib. (43-49) e pianoforte | 1894    |
| WoO 34 | Deutsche Volkslieder, 14 Canti popolari tedeschi per coro (SATB) a cappella                                           | 1854-73 |
| WoO 35 | Deutsche Volkslieder, 12 Canti popolari tedeschi per coro (SATB) a cappella                                           | 1858-64 |
| WoO 36 | Deutsche Volkslieder, 8 Canti popolari tedeschi per coro a 3 o 4 voci femminili a cappella                            | 1859-62 |
| WoO 37 | Deutsche Volkslieder, 16 Canti popolari tedeschi per coro a 3 o 4 voci femminili a cappella                           | 1859-62 |
| WoO 38 | Deutsche Volkslieder, 20 Canti popolari tedeschi per coro a 3 o 4 voci femminili a cappella                           | 1859-62 |